# MANRIKI
『MANRIKI』（マンリキ）は、2019年11月29日公開の日本映画。監督は清水康彦、主演は斎藤工。なお、主演の斎藤は「齊藤工」名義でお笑い芸人の永野と共に企画・プロデュースも兼任している。
第23回プチョン国際ファンタスティック映画祭・ヨーロッパ国際ファンタスティック映画祭連盟 Asian Award受賞作。

## 概要
永野がファッションイベントに出演した時に感じた違和感から着想したという脚本をもとに、プロデューサーである齊藤や監督の清水がクリエイティブエッセンスを詰め込んだ作品。なお、本作は齊藤、永野、清水のほかにミュージシャンであり俳優の金子ノブアキがメンバーとなっている映像制作プロジェクトチーム「チーム万力」による長編映画第1作となる。
2019年6月8日に表参道ヒルズで行われた「チーム万力 presents ショートフィルムの未来地図 vol.2」において、斎藤は「魔物を生み出してしまったという感じがあるが、同時に天使のような存在でもあるように感じる。観客の皆さんにはこの映画を観て是非共犯者となって映画を盛り上げてくれればと思う」と語った。なお、このイベントでは本作をショートフィルムとして編集し直した特別作品や「チーム万力」の最新作である「DEATH BIKE」も併せて公開された。

## あらすじ
日本。秩序と混沌の国。美と醜の国。過度な経済成⻑で得た豊かさの代償として、国⺠は様々なコンプレックスを抱えている。醜きを覆い隠し、美しきことのように振る舞う。奥ゆかしさとも言えるその性は、この国の 様式美そのものなのだ。
整形しているモデルの方が仕事が多い。駆け出しのファッションモデルが仕事欲しさに小顔矯正を決意。美容クリニックを営む美しき整顔師に小顔矯正施術を依頼し、モデルは変身 を遂げる。整顔師の猟奇的哲学と万力によって・・・。ざる蕎⻨を食べたのち、整顔師はクリニックを去り、新たな野望の地へ向かう。場末の街で美人局をするフーテンと年増。彼らと整顔師が突如遭遇することにより、物語は加速してゆく。
光と闇。主観と客観。偽善と必要悪。美と醜。我々は、万力の間で暴かれる。

世は、人は、すでに醜く美しい。

## キャスト
- 斎藤工
- 永野[3]
- 金子ノブアキ[8]
- SWAY[8]
- 小池樹里杏
- 神野三鈴

## スタッフ
- 原作・脚本：永野
- 監督・脚本・編集：清水康彦
- 企画・プロデュース：齊藤工、永野
- 音楽監督：金子ノブアキ
- 撮影：荒井俊哉
- 照明：中川大輔
- 美術：中原裕次
- 録音：桐山裕行
- 助監督：大内田龍馬、草場尚也、佐佐木基入
- 監督補：加藤富久
- 配給：HIGH BROW CINEMA、東映ビデオ
- 制作プロダクション：イースト・ファクトリー
- 製作：MANRIKI Film Partners（LDH JAPAN、東映ビデオ、グレープカンパニー、バップ、EAST GROUP、ブルーベアハウス、ローソン）